# تل سوزی
تل سوزی مربوط به سده‌های میانه و متاخر دوران‌های تاریخی پس از اسلام است و در شهرستان ممسنی، بخش مرکزی، دهستان بکش ۱، ورودی جاده سنگ‌فرش روستای گل سرخی واقع شده و این اثر در تاریخ ۳۰ بهمن ۱۳۸۶ با شمارهٔ ثبت ۲۰۸۸۹ به‌عنوان یکی از آثار ملی ایران به ثبت رسیده است.